# Franck Lagorce
Franck Lagorce (L’Haÿ-les-Roses, 1968. szeptember 1. –) francia autóversenyző.

## Pályafutása
1987 és 1989 között a francia Formula Ford bajnokságban versenyzett, majd 1990-ben második lett a francia Formula Renault sorozatban. 1991-ben került a Francia Formula–3-as bajnokságba, és 1992-ben megnyerte azt. A következő két évet a nemzetközi Formula–3000-es szériában töltötte. Ez idő alatt négy futamot nyert, és az 1994-es szezont a második helyen zárta.
1994-ben két futamon vett részt a Formula–1-es világbajnokságon a Ligier csapatával.
1994 és 2003 között minden évben rajthoz állt a Le Mans-i 24 órás autóversenyen. Legelőkelőbb összetett helyezését az 1998-as futamon érte el amikor az ötödik helyen ért célba.

## Eredményei

### Le Mans-i 24 órás autóverseny
| Év   | Csapat              | Autó                   | Csapattárs         | Csapattárs               | Helyezés | Kiesés oka |
| ---- | ------------------- | ---------------------- | ------------------ | ------------------------ | -------- | ---------- |
| 1994 | Courage Compétition | Courage C32            | Alain Ferté        | Henri Pescarolo          | Kiesett  | Motorhiba  |
| 1995 | Courage Compétition | Courage C41            | Éric Bernard       | Henri Pescarolo          | Kiesett  |            |
| 1996 | La Filière Elf      | Courage C36            | Emmanuel Collard   | Henri Pescarolo          | 7.       |            |
| 1997 | DAMS                | Panoz Esperante GTR-1  | Emmanuel Collard   | Jean-Christophe Boullion | Kiesett  |            |
| 1998 | Nissan Motorsports  | Nissan R390 GT1        | John Nielsen       | Michael Krumm            | 5.       |            |
| 1999 | HWA AG              | Mercedes-Benz CLR      | Bernd Schneider    | Pedro Lamy               |          |            |
| 2000 | Cadillac            | Cadillac Northstar LMP | Butch Leitzinger   | Andy Wallace             | 21.      |            |
| 2001 | Panoz               | Panoz LMP-1            | Jan Magnussen      | David Brabham            | Kiesett  |            |
| 2002 | Pescarolo Sport     | Courage C60            | Sébastien Bourdais | Jean-Christophe Boullion | 10.      |            |
| 2003 | Pescarolo Sport     | Courage C60            | Stéphane Sarrazin  | Jean-Christophe Boullion | 8.       |            |

### Teljes Formula–1-es eredménysorozata
(Táblázat értelmezése)

(Félkövér: pole-pozícióból indult; dőlt: leggyorsabb kört futott) 

| Év   | Csapat                 | Modell       | Motor       | 1   | 2   | 3   | 4   | 5   | 6   | 7   | 8   | 9   | 10  | 11  | 12  | 13  | 14  | 15     | 16     | Helyezés | Pont |
| ---- | ---------------------- | ------------ | ----------- | --- | --- | --- | --- | --- | --- | --- | --- | --- | --- | --- | --- | --- | --- | ------ | ------ | -------- | ---- |
| 1994 | Ligier Gitanes Blondes | Ligier JS39B | Renault V10 | BRA | PAC | SMR | MON | ESP | CAN | FRA | GBR | GER | HUN | BEL | ITA | POR | EUR | JPN Ki | AUS 11 | -        | 0    |